# Крутовский сельский округ (Московская область)
Крутовский сельский округ — упразднённая административно-территориальная единица, существовавшая на территории Серебряно-Прудского района Московской области в 1994—2004 годах.
Крутовский сельсовет был образован в первые годы советской власти. По данным 1923 года он входил в состав Спас-Журавенской волости Каширского уезда Московской губернии.
В 1924 году к Крутовскому с/с был присоединён Песоченский с/с.
2 февраля 1925 года Спас-Журавенская волость была переименована в Достоевскую волость.
По данным 1926 года Крутовский с/с включал село Крутое, деревню Песочня, хутор Ясная Поляна и будки 702, 703 и 704 км Рязано-Уральской железной дороги.
12 июля 1929 года Крутовский с/с был отнесён к Зарайскому району Коломенского округа Московской области.
20 мая 1930 года Крутовский с/с (селения Крутое и Круто-Песочни) был передан в Каширский район Серпуховского округа.
23 июля 1930 года Серпуховский округ был упразднён и Каширский район перешёл в прямое подчинение Московской области.
21 февраля 1935 года Крутовский с/с был передан в новый Мордвесский район.
28 августа 1936 года Крутовский с/с был передан в Серебряно-Прудский район.
26 сентября 1937 года Серебряно-Прудский район был передан в Тульскую область, но 20 декабря 1942 года возвращён в Московскую область.
9 июля 1952 года Крутовскому с/с было присоединено селение Новосёлки Глубоковского с/с.
14 июня 1954 года Крутовский с/с был упразднён. При этом его территория была передана в Малынский с/с.
23 декабря 1976 года Малынский с/с был переименован в Крутовский в составе селений Крутое, Ларино, Мозалово, Новосёлки, Песочное и Свиное.
3 февраля 1994 года Крутовский с/с был преобразован в Крутовский сельский округ.
9 июля 2004 года Крутовский с/о был упразднён. При этом его территория была передана в Узуновский сельский округ.